# 日向穗美
日向穗美是日本女性聲優。主要演十八禁遊戲。

## 演出作品

### 成人遊戲
- （天使）
- （真鈴）
- （恵理）
- （環）

### 廣播劇
- （愛子）